# Peter Schmiedlechner
Peter Schmiedlechner (* 16. September 1982 in Salzburg) ist ein österreichischer Politiker der Freiheitlichen Partei Österreichs (FPÖ). Seit 9. November 2017 ist er Abgeordneter zum Nationalrat.

## Leben
Peter Schmiedlechner besuchte nach der Volksschule in Oberalm das Realgymnasium Hallein und von 1997 bis 2000 die dortige Handelsakademie. Ab 2000 war am elterlichen Bauernhof in Oberalm beschäftigt, 2003 übernahm er einen landwirtschaftlichen Betrieb in Lichtenegg in Niederösterreich.

### Politik
Seit 2007 ist er Mitglied des Bundesvorstandes der Freiheitlichen Bauernschaft Österreichs, deren Bundesobmann-Stellvertreter er seit 2012 ist. Von 2009 bis Juli 2017 war er Bezirksparteiobmann der FPÖ im Bezirk Wiener Neustadt-Land, seit 2009 ist er außerdem Mitglied im Landesvorstand der FPÖ Niederösterreich. Seit 2010 ist er Bezirksobmann im Verband Freiheitlicher und Unabhängiger Gemeindevertreter Niederösterreichs für den Bezirk Wiener Neustadt und Mitglied des Gemeinderates in Lichtenegg, seit 2013 gehört er der FPÖ-Bundesparteileitung an. Ab 2010 fungierte er als Kammerrat der Bezirksbauernkammer Wiener Neustadt Land, von 2015 bis 2020 auch als Kammerrat der Niederösterreichischen Landwirtschaftskammer.
Bei der Nationalratswahl 2017 kandidierte er im Regionalwahlkreis Niederösterreich Süd, am 9. November 2017 wurde er als Abgeordneter zum österreichischen Nationalrat angelobt. Nach dem Rücktritt von Udo Landbauer wurde er im Februar 2018 geschäftsführender Bezirksobmann der unter Landbauer fusionierten Stadt- und Landgruppe Wiener Neustadt. Im FPÖ-Parlamentsklub fungiert er in der XXVII. Gesetzgebungsperiode als Bereichssprecher für Land- und Forstwirtschaft.
Bei der Landwirtschaftskammerwahl 2020 war er Spitzenkandidat in Niederösterreich für die Freiheitliche Bauernschaft, die mit 3,39 Prozent an der Vier-Prozent-Hürde scheiterte. Für die Nationalratswahl 2024 wurde er Spitzenkandidat im Regionalwahlkreis Niederösterreich Süd sowie auf Platz 10 der Landesliste der FPÖ Niederösterreich gereiht und er holte ein Direktmandat für den Regionalwahlkreis Niederösterreich Süd.